# Lluís Revest i Corzo
Lluís Revest i Corzo (València, 1892 - Castelló de la Plana, 1963) va ser un historiador valencià. Junt amb Àngel Sánchez Gozalbo, Gaetà Huguet Breva, Joan Carbó Doménech i Salvador Guinot Vilar, va ser un dels fundadors de la Societat Castellonenca de Cultura.
Tot i nàixer a València es va traslladar de ben menut a Castelló de la Plana. Va estudiar Filosofia i Lletres, branca d'Història, a la Universitat de València, on va ser deixeble de l'arxiver de la Catedral de València Roc Chabàs. En tornar a Castelló de la Plana va començar a interessar-se per la difusió de la llengua i la cultura pròpies. Per això va començar a impartir classes de gramàtica valenciana al Casino dels Artesans.
En fundar-se la Societat Castellonenca de Cultura va fer-se càrrec de l'estudi de les Cartes Pobles, degut al seu coneixement de les llengües clàssiques. Ben aviat, i fins a la seua mort, passaria a ocupar la secretaria de la Societat.
La seua tasca d'erudit va trobar difusió en diferents revistes científiques —sobretot al butlletí de la Societat Castellonenca de Cultura— sense oblidar les tasques de divulgació en premsa.
La seua obra més lloada és La llengua valenciana. Notes per al seu estudi i conreu (Castelló de la Plana, 1930), on demostra grans coneixements lingüístics i que va ser una contribució fonamental per a l'acord que desembocà en la signatura de les Normes de Castelló, ja que hi fa un estudi profund de les tesis de Pompeu Fabra i proposa les adaptacions escaients per a la varietat valenciana de la llengua catalana.
Va ser bibliotecari de la Biblioteca Provincial de Castelló. L'any 1929 va ser nomenat arxiver municipal, i l'any 1944, en morir Salvador Guinot, va ser nomenat cronista de la ciutat.
Va ser reconegut amb el títol de fill adoptiu de la ciutat de Castelló de la Plana el 1963. Està enterrat al cementeri de Sant Josep d'aquesta ciutat.